# 1915

## أحداث
- تأسيس مدينة كوباني / عين العرب وتقع حاليا في سوريا.
- تأسيس مدينة إيجرليس وتقع حاليا في ليتوانيا.
- تأسيس مدينة ماون وتقع حاليا في بوتسوانا.
- 7 ديسمبر: بدء حصار الكوت والذي استمر إلى 29 أبريل 1916.

### يوليو
- معركة الناصرية

## مواليد
- آرثر لويس
- أبا إيبان
- أحمد الصفريوي
- أرثر ميلر
- ألدو بوفي
- ألفريد أوتو شفيده
- أنتوني كوين
- أورسن ويلز
- إديث بياف
- إنغريد برغمان
- إيرما هاردر
- إيلاي والاك
- السيد بدير
- العوضي الوكيل
- المختار عطية
- بنجامين بلوم
- بول تيبيتس
- بول سامويلسون
- بيتر مدور
- تحية كاريوكا
- توماس ولر
- جاك شابان دلماس
- جليلة رضا
- جيروم برونر
- خضر التوني
- روبرت هوفستاتر
- روجيه شوتز
- رولان بارت
- زكريا الحجاوي
- ستانلي ماثيوس
- ستانيسلاف سكالسكي
- سعد بن عبد العزيز آل سعود
- سول بيلو
- تشارلز تاونز
- عبد البديع صقر
- عبد الغني النجدي
- عفت بنت محمد بن سعود الثنيان آل سعود
- علي شلق
- فاسيلي زايتسيف
- فرانك سيناترا
- فريد عبد الخالق
- فيك بوكنغهام
- قمر الماسزاده
- كرت ألاند
- كليفورد شال
- لويس عوض
- ماريانو رومور
- محمد الزيات
- محمد برهان الدين
- محمد بن أحمد السديري
- محمد حسين الذهبي
- محمد عبد القادر بامطرف
- محمد كتو
- محمود المسعدي
- مصطفى السباعي
- موشيه دايان
- نورمان رامسي
- هنري تاوب
- هيلموت شون
- محمد خليفة التونسي

### مايو
- 10 مايو صلاح أبو سيف مخرج مصري.

### يوليو
- 1 يوليو - جين ستافورد، روائية وكاتبة قصص قصيرة من الولايات المتحدة.

### أكتوبر
- 15 أكتوبر - إسحاق شامير. رئيس الوزراء الإسرائيلي.

## وفيات
- أحمد القوصي
- إديث كافيل
- إغناطيوس عبد الله الثاني
- باركلي رونكير
- بول إرليخ
- توم واتسون
- سايتو هاجيمي
- سليم أحمد عبد الهادي
- عبد الحميد الزهراوي
- علي بوعلاق
- غيتانو بيروسيني
- كونستانتين ماكوفسكي
- هنري موزلي
- مبارك الصباح
- ألفريد عيد
- خواجة سليم الله
- يوجين جريبو

### نوفمبر
- 27 نوفمبر - تشارلز رينيه زيلر، عالم نبات فرنسي.

## نال جائزة نوبل
- في الفيزياء – البريطانيان وليم هنري براغ وابنه وليم لورنس براغ.
- في الكيمياء – الألماني ريشارد فيلشتيتر.
- في الطب – محجوبة.
- في الأدب – الفرنسي رومان رولان.
- في السلام – محجوبة.